# ぱぴぷぺぱーり→。
「ぱぴぷぺぱーり→。」は、日本のシンガーソングライター・ハジ→のメジャー1作目（通算2作目）の配信シングル。

## 解説
- 配信シングルとしては、インディーズ時代にリリースした「あなた。」以来、約1年10ヶ月振りとなる。

## 収録曲
1. ぱぴぷぺぱーり→。
作詞・作曲：ハジ→
編曲：小高光太郎

## 参加ミュージシャン
- ハジ→：Vocal

Additional Musician
- 浅田靖：Guitar
- セキタヒロシ：Bass

## 収録アルバム
- 超ハジバム。
- ハジベスト。